# Lista câștigătorilor French Open (dublu mixt)

## Campioni

### Campionatele franceze
| An   | Campioni                                           | Finaliști                                          | Scor                                               |
| ---- | -------------------------------------------------- | -------------------------------------------------- | -------------------------------------------------- |
| 1902 | Helene Prevost Réginald Forbes                     | Adine Masson W. Masson                             |                                                    |
| 1903 | Helene Prevost Réginald Forbes                     |                                                    |                                                    |
| 1904 | Kate Gillou Max Decugis                            |                                                    |                                                    |
| 1905 | Yvonne de Pfeffel Max Decugis                      |                                                    |                                                    |
| 1906 | Yvonne de Pfeffel Max Decugis                      |                                                    |                                                    |
| 1907 | A. Pean Robert Wallet                              |                                                    |                                                    |
| 1908 | Kate Gillou Max Decugis                            |                                                    |                                                    |
| 1909 | Jeanne Matthey Max Decugis                         |                                                    |                                                    |
| 1910 | Marguerite Mény Édouard Mény de Marangue           |                                                    |                                                    |
| 1911 | Marguerite Broquedis André Gobert                  | Marguerite Mény Édouard Mény de Marangue           | 6–4, 6–3                                           |
| 1912 | Daisy Speranza William Laurentz                    |                                                    |                                                    |
| 1913 | Daisy Speranza William Laurentz                    |                                                    |                                                    |
| 1914 | Suzanne Lenglen Max Decugis                        |                                                    |                                                    |
| 1915 | Anulat din cauza Primului Război Mondial           | Anulat din cauza Primului Război Mondial           | Anulat din cauza Primului Război Mondial           |
| 1916 | Anulat din cauza Primului Război Mondial           | Anulat din cauza Primului Război Mondial           | Anulat din cauza Primului Război Mondial           |
| 1917 | Anulat din cauza Primului Război Mondial           | Anulat din cauza Primului Război Mondial           | Anulat din cauza Primului Război Mondial           |
| 1918 | Anulat din cauza Primului Război Mondial           | Anulat din cauza Primului Război Mondial           | Anulat din cauza Primului Război Mondial           |
| 1919 | Anulat din cauza Primului Război Mondial           | Anulat din cauza Primului Război Mondial           | Anulat din cauza Primului Război Mondial           |
| 1920 | Suzanne Lenglen Max Decugis                        | Marie Conquet Marcel Dupont                        | 6–0, 6–3                                           |
| 1921 | Suzanne Lenglen Jacques Brugnon                    | Marguerite Billout Max Decugis                     | 6–4, 6–1                                           |
| 1922 | Suzanne Lenglen Jacques Brugnon                    | Germaine Golding Jean Borotra                      | 6–0, 6–0                                           |
| 1923 | Suzanne Lenglen Jacques Brugnon                    | Yvonne Bourgeois Henri Cochet                      | 6–1, 7–5                                           |
| 1924 | Marguerite Broquedis Jean Borotra                  |                                                    |                                                    |
| 1925 | Suzanne Lenglen Jacques Brugnon                    | Didi Vlasto Henri Cochet                           | 6–2, 6–2                                           |
| 1926 | Suzanne Lenglen Jacques Brugnon                    | Nanette le Besnerais Jean Borotra                  | 6–4, 6–3                                           |
| 1927 | Marguerite Broquedis Bordes Jean Borotra           | Lili de Alvarez Bill Tilden                        | 6–4, 2–6, 6–2                                      |
| 1928 | Eileen Bennett Whittingstall Henri Cochet          | Helen Wills Moody Frank Hunter                     | 3–6, 6–3, 6–3                                      |
| 1929 | Eileen Bennett Whittingstall Henri Cochet          | Helen Wills Moody Frank Hunter                     | 6–3, 6–2                                           |
| 1930 | Cilly Aussem Bill Tilden                           | Eileen Bennett Whittingstall Henri Cochet          | 6–4, 6–4                                           |
| 1931 | Betty Nuthall Shoemaker Pat Spence                 | Dorothy Shepherd Barron Bunny Austin               | 6–3, 5–7, 6–3                                      |
| 1932 | Betty Nuthall Shoemaker Fred Perry                 | Helen Wills Moody Sidney Wood                      | 6–4, 6–2                                           |
| 1933 | Margaret Scriven-Vivian Jack Crawford              | Betty Nuthall Shoemaker Fred Perry                 | 6–2, 6–3                                           |
| 1934 | Colette Rosambert Jean Borotra                     | Elizabeth Ryan Adrian Quist                        | 6–2, 6–4                                           |
| 1935 | Lolette Payot Marcel Bernard                       | Sylvie Jung Henrotin André Martin-Legeay           | 4–6, 6–2, 6–4                                      |
| 1936 | Billie Yorke Marcel Bernard                        | Sylvie Jung Henrotin André Martin-Legeay           | 7–5, 6–8, 6–3                                      |
| 1937 | Simonne Mathieu Yvon Petra                         | Marie-Louise Horn Roland Journu                    | 7–5, 7–5                                           |
| 1938 | Simonne Mathieu Dragutin Mitić                     | Nancye Wynne Bolton Christian Boussus              | 2–6, 6–3, 6–4                                      |
| 1939 | Sarah Palfrey Fabyan Elwood Cooke                  | Simonne Mathieu Franjo Kukuljević                  | 4–6, 6–1, 7–5                                      |
| 1940 | Anulat din cauza celui de-Al Doilea Război Mondial | Anulat din cauza celui de-Al Doilea Război Mondial | Anulat din cauza celui de-Al Doilea Război Mondial |
| 1941 | Alice Weiwers Robert Abdesselam                    | Suzanne Pannetier Roger Dessoir                    |                                                    |
| 1942 | N. Lafargue Henri Pellizza                         | Alice Weiwers Robert Abdesselam                    | 6–0, 6–2                                           |
| 1943 | N. Lafargue Henri Pellizza                         |                                                    |                                                    |
| 1944 | Suzanne Pannetier Antoine Gentien                  | Jacqueline Patorni Paul Féret                      |                                                    |
| 1945 | Lolette Payot A. Jacquemet                         |                                                    |                                                    |
| 1946 | Pauline Betz Addie Budge Patty                     | Dorothy Bundy Cheney Tom Brown                     | 7–5, 9–7                                           |
| 1947 | Sheila Piercey Summers Eric Sturgess               | Jadwiga Jędrzejowska Cristea Caralulis             | 6–0, 6–0                                           |
| 1948 | Patricia Canning Todd Jaroslav Drobný              | Doris Hart Frank Sedgman                           | 6–3, 3–6, 6–3                                      |
| 1949 | Sheila Piercey Summers Eric Sturgess               | Jean Quertier Gerry Oakley                         | 6–1, 6–1                                           |
| 1950 | Barbara Scofield Enrique Morea                     | Patricia Canning Todd Bill Talbert                 | walkover                                           |
| 1951 | Doris Hart Frank Sedgman                           | Thelma Coyne Long Mervyn Rose                      | 7–5, 6–2                                           |
| 1952 | Doris Hart Frank Sedgman                           | Shirley Fry Irvin Eric Sturgess                    | 6–8, 6–3, 6–3                                      |
| 1953 | Doris Hart Vic Seixas                              | Maureen Connolly Mervyn Rose                       | 4–6, 6–4, 6–0                                      |
| 1954 | Maureen Connolly Lew Hoad                          | Jacqueline Patorni Rex Hartwig                     | 6–4, 6–3                                           |
| 1955 | Darlene Hard Gordon Forbes                         | Jenny Staley Hoad Luis Ayala                       | 5–7, 6–1, 6–2                                      |
| 1956 | Thelma Coyne Long Luis Ayala                       | Doris Hart Bob Howe                                | 4–6, 6–4, 6–1                                      |
| 1957 | Věra Suková Jiří Javorský                          | Edda Buding Luis Ayala                             | 6–3, 6–4                                           |
| 1958 | Shirley Bloomer Brasher Nicola Pietrangeli         | Lorraine Coghlan Robinson Bob Howe                 | 8–6, 6–2                                           |
| 1959 | Yola Ramírez Ochoa William Knight                  | Renée Schuurman Rod Laver                          | 6–4, 6–4                                           |
| 1960 | Maria Bueno Bob Howe                               | Ann Haydon-Jones Roy Emerson                       | 1–6, 6–1, 6–2                                      |
| 1961 | Darlene Hard Rod Laver                             | Věra Suková Jiří Javorský                          | 6–0, 2–6, 6–3                                      |
| 1962 | Renée Schuurman Haygarth Bob Howe                  | Lesley Turner Bowrey Fred Stolle                   | 3–6, 6–4, 6–4                                      |
| 1963 | Margaret Court Ken Fletcher                        | Lesley Turner Bowrey Fred Stolle                   | 6–1, 6–2                                           |
| 1964 | Margaret Court Ken Fletcher                        | Lesley Turner Bowrey Fred Stolle                   | 6–3, 4–6, 8–6                                      |
| 1965 | Margaret Court Ken Fletcher                        | Maria Bueno John Newcombe                          | 6–4, 6–4                                           |
| 1966 | Annette Van Zyl Frew McMillan                      | Ann Haydon-Jones Clark Graebner                    | 1–6, 6–3, 6–2                                      |
| 1967 | Billie Jean King Owen Davidson                     | Ann Haydon-Jones Ion Țiriac                        | 6–3, 6–1                                           |

### French Open
| An   | Campioni                                | Finaliști                                  | Scor                  |
| ---- | --------------------------------------- | ------------------------------------------ | --------------------- |
| 1968 | Françoise Dürr Jean-Claude Barclay      | Billie Jean King Owen Davidson             | 6–1, 6–4              |
| 1969 | Margaret Court Marty Riessen            | Françoise Dürr Jean-Claude Barclay         | 6–3, 6–2              |
| 1970 | Billie Jean King Bob Hewitt             | Françoise Dürr Jean-Claude Barclay         | 3–6, 6–4, 6–2         |
| 1971 | Françoise Dürr Jean-Claude Barclay      | Winnie Shaw Toomas Leius                   | 6–2, 6–4              |
| 1972 | Evonne Goolagong Cawley Kim Warwick     | Françoise Dürr Jean-Claude Barclay         | 6–2, 6–4              |
| 1973 | Françoise Dürr Jean-Claude Barclay      | Betty Stöve Patrice Dominguez              | 6–1, 6–4              |
| 1974 | Martina Navratilova Iván Molina         | Rosie Reyes Darmon Marcelo Lara            | 6–3, 6–3              |
| 1975 | Fiorella Bonicelli Thomas Koch          | Pam Teeguarden Jaime Fillol                | 6–4, 7–6              |
| 1976 | Ilana Kloss Kim Warwick                 | Linky Boshoff Colin Dowdeswell             | 5–7, 7–6, 6–2         |
| 1977 | Mary Carillo John McEnroe               | Florența Mihai Iván Molina                 | 7–6, 6–4              |
| 1978 | Renáta Tomanová Pavel Složil            | Virginia Ruzici Patrice Dominguez          | 7–6, retired          |
| 1979 | Wendy Turnbull Bob Hewitt               | Virginia Ruzici Ion Țiriac                 | 6–3, 2–6, 6–1         |
| 1980 | Anne Smith Billy Martin                 | Renáta Tomanová Stanislav Birner           | 2–6, 6–4, 8–6         |
| 1981 | Andrea Jaeger Jimmy Arias               | Betty Stöve Fred McNair                    | 7–6, 6–4              |
| 1982 | Wendy Turnbull John Lloyd               | Cláudia Monteiro Cássio Motta              | 6–2, 7–6              |
| 1983 | Barbara Jordan Eliot Teltscher          | Leslie Allen Charles Strode                | 6–2, 6–3              |
| 1984 | Anne Smith Dick Stockton                | Anne Minter Laurie Warder                  | 6–2, 6–4              |
| 1985 | Martina Navratilova Heinz Günthardt     | Paula Smith Francisco González             | 2–6, 6–3, 6–2         |
| 1986 | Kathy Jordan Ken Flach                  | Rosalyn Fairbank Nideffer Mark Edmondson   | 3–6, 7–6(7–3), 6–3    |
| 1987 | Pam Shriver Emilio Sánchez Vicario      | Lori McNeil Sherwood Stewart               | 6–3, 7–6(7–4)         |
| 1988 | Lori McNeil Jorge Lozano                | Brenda Schultz-McCarthy Michiel Schapers   | 7–5, 6–2              |
| 1989 | Manon Bollegraf Tom Nijssen             | Arantxa Sánchez Vicario Horacio de la Peña | 6–3, 6–7(3–7), 6–2    |
| 1990 | Arantxa Sánchez Vicario Jorge Lozano    | Nicole Provis Danie Visser                 | 7–6(7–5), 7–6(10–8)   |
| 1991 | Helena Suková Cyril Suk                 | Caroline Vis Paul Haarhuis                 | 3–6, 6–4, 6–1         |
| 1992 | Arantxa Sánchez Vicario Todd Woodbridge | Lori McNeil Bryan Shelton                  | 6–2, 6–3              |
| 1993 | Eugenia Maniokova Andrei Olhovskiy      | Elna Reinach Danie Visser                  | 6–2, 4–6, 6–4         |
| 1994 | Kristie Boogert Menno Oosting           | Larisa Savchenko Neiland Andrei Olhovskiy  | 7–5, 3–6, 7–5         |
| 1995 | Larisa Savchenko Neiland Mark Woodforde | Jill Hetherington John-Laffnie de Jager    | 7–6(10–8), 7–6(7–4)   |
| 1996 | Patricia Tarabini Javier Frana          | Nicole Arendt Luke Jensen                  | 6–2, 6–2              |
| 1997 | Rika Hiraki Mahesh Bhupathi             | Lisa Raymond Patrick Galbraith             | 6–4, 6–1              |
| 1998 | Venus Williams Justin Gimelstob         | Serena Williams Luis Lobo                  | 6–4, 6–4              |
| 1999 | Katarina Srebotnik Piet Norval          | Larisa Savchenko Neiland Rick Leach        | 6–3, 3–6, 6–3         |
| 2000 | Mariaan de Swardt David Adams           | Rennae Stubbs Todd Woodbridge              | 6–3, 3–6, 6–3         |
| 2001 | Virginia Ruano Pascual Tomás Carbonell  | Paola Suárez Jaime Oncins                  | 7–5, 6–3              |
| 2002 | Cara Black Wayne Black                  | Elena Bovina Mark Knowles                  | 6–3, 6–3              |
| 2003 | Lisa Raymond Mike Bryan                 | Elena Likhovtseva Mahesh Bhupathi          | 6–3, 6–4              |
| 2004 | Tatiana Golovin Richard Gasquet         | Cara Black Wayne Black                     | 6–3, 6–4              |
| 2005 | Daniela Hantuchová Fabrice Santoro      | Martina Navratilova Leander Paes           | 3–6, 6–3, 6–2         |
| 2006 | Katarina Srebotnik Nenad Zimonjić       | Elena Likhovtseva Daniel Nestor            | 6–3, 6–4              |
| 2007 | Nathalie Dechy Andy Ram                 | Katarina Srebotnik Nenad Zimonjić          | 7–5, 6–3              |
| 2008 | Victoria Azarenka Bob Bryan             | Katarina Srebotnik Nenad Zimonjić          | 6–2, 7–6(7–4)         |
| 2009 | Liezel Huber Bob Bryan                  | Vania King Marcelo Melo                    | 5–7, 7–6(7–5), [10–7] |
| 2010 | Katarina Srebotnik Nenad Zimonjić       | Yaroslava Shvedova Julian Knowle           | 4–6, 7–6(7–5), [11–9] |
| 2011 | Casey Dellacqua Scott Lipsky            | Katarina Srebotnik Nenad Zimonjić          | 7–6(8–6), 4–6, [10–7] |
| 2012 | Sania Mirza Mahesh Bhupathi             | Klaudia Jans-Ignacik Santiago González     | 7–6(7–3), 6–1         |
| 2013 | Lucie Hradecká František Čermák         | Kristina Mladenovic Daniel Nestor          | 1–6, 6–4, [10–6]      |
| 2014 | Anna-Lena Grönefeld Jean-Julien Rojer   | Julia Görges Nenad Zimonjić                | 4–6, 6–2, [10–7]      |
| 2015 | Bethanie Mattek-Sands Mike Bryan        | Lucie Hradecká Marcin Matkowski            | 7–6(7–3), 6–1         |
| 2016 | Martina Hingis Leander Paes             | Sania Mirza Ivan Dodig                     | 4–6, 6–4, [10–8]      |
| 2017 | Gabriela Dabrowski Rohan Bopanna        | Anna-Lena Grönefeld Robert Farah           | 2–6, 6–2, [12–10]     |
| 2018 | Latisha Chan Ivan Dodig                 | Gabriela Dabrowski Mate Pavić              | 6–1, 6–7(5–7), [10–8] |
| 2019 | Latisha Chan (2) Ivan Dodig (2)         | Gabriela Dabrowski Mate Pavić              | 6–1, 7–6(7–5)         |
| 2020 | Fără competiție                         | Fără competiție                            | Fără competiție       |
| 2021 | Desirae Krawczyk Joe Salisbury          | Elena Vesnina Aslan Karațev                | 2–6, 6–4, [10–5]      |
| 2022 | Ena Shibahara Wesley Koolhof            | Ulrikke Eikeri Joran Vliegen               | 7–6(7–5), 6–2         |
| 2023 | Miyu Kato Tim Pütz                      | Bianca Andreescu Michael Venus             | 4–6, 6–4, [10–6]      |
| 2024 | Laura Siegemund Édouard Roger-Vasselin  | Desirae Krawczyk Neal Skupski              | 6–4, 7–5              |
| 2025 | Sara Errani Andrea Vavassori            | Taylor Townsend Evan King                  | 6–4, 6–2              |